# Barak Itzhaki
Barak Itzhaki (in ebraico ברק יצחקי‎?,  noto anche come Barak Yitzhaki; Ascalona, 25 settembre 1984) è un allenatore di calcio ed ex calciatore israeliano, di ruolo attaccante, tecnico del Beitar Gerusalemme.

## Palmarès

### Club
- Campionato israeliano: 3

Beitar Gerusalemme: 2006-2007
Maccabi Tel Aviv: 2013-2014, 2014-2015
- Coppa d'Israele: 2

Beitar Gerusalemme: 2008-2009
Maccabi Tel Aviv: 2014-2015
- Coppa Toto: 3

Beitar Gerusalemme: 2009-2010
Maccabi Tel Aviv: 2014-2015, 2017-2018

### Individuale
- Capocannoniere del campionato israeliano: 1

2008-2009 (14 gol)

## Statistiche

### Cronologia presenze e reti in nazionale
| Cronologia completa delle presenze e delle reti in nazionale ― Macedonia | Cronologia completa delle presenze e delle reti in nazionale ― Macedonia | Cronologia completa delle presenze e delle reti in nazionale ― Macedonia | Cronologia completa delle presenze e delle reti in nazionale ― Macedonia | Cronologia completa delle presenze e delle reti in nazionale ― Macedonia | Cronologia completa delle presenze e delle reti in nazionale ― Macedonia | Cronologia completa delle presenze e delle reti in nazionale ― Macedonia | Cronologia completa delle presenze e delle reti in nazionale ― Macedonia |
| Data                                                                     | Città                                                                    | In casa                                                                  | Risultato                                                                | Ospiti                                                                   | Competizione                                                             | Reti                                                                     | Note                                                                     |
| ------------------------------------------------------------------------ | ------------------------------------------------------------------------ | ------------------------------------------------------------------------ | ------------------------------------------------------------------------ | ------------------------------------------------------------------------ | ------------------------------------------------------------------------ | ------------------------------------------------------------------------ | ------------------------------------------------------------------------ |
| 2-6-2007                                                                 | Skopje                                                                   | Macedonia                                                                | 1 – 2                                                                    | Israele                                                                  | Qual. Euro 2008                                                          | 1                                                                        | 45+1’ 76’                                                                |
| 6-6-2007                                                                 | Andorra la Vella                                                         | Andorra                                                                  | 0 – 2                                                                    | Israele                                                                  | Qual. Euro 2008                                                          | -                                                                        |                                                                          |
| 22-8-2007                                                                | Minsk                                                                    | Bielorussia                                                              | 2 – 1                                                                    | Israele                                                                  | Amichevole                                                               | -                                                                        | 46’                                                                      |
| 8-9-2007                                                                 | Londra                                                                   | Inghilterra                                                              | 3 – 0                                                                    | Israele                                                                  | Qual. Euro 2008                                                          | -                                                                        | 46’                                                                      |
| 17-11-2007                                                               | Tel Aviv                                                                 | Israele                                                                  | 2 – 1                                                                    | Russia                                                                   | Qual. Euro 2008                                                          | -                                                                        | 62’                                                                      |
| 21-11-2007                                                               | Ramat Gan                                                                | Israele                                                                  | 1 – 0                                                                    | Macedonia                                                                | Qual. Euro 2008                                                          | -                                                                        | 72’                                                                      |
| 6-2-2008                                                                 | Ramat Gan                                                                | Israele                                                                  | 1 – 0                                                                    | Romania                                                                  | Amichevole                                                               | -                                                                        | 46’                                                                      |
| 26-3-2008                                                                | Ramat Gan                                                                | Israele                                                                  | 1 – 0                                                                    | Cile                                                                     | Amichevole                                                               | -                                                                        | 46’                                                                      |
| 28-3-2009                                                                | Ramat Gan                                                                | Israele                                                                  | 1 – 1                                                                    | Grecia                                                                   | Qual. Mondiali 2010                                                      | -                                                                        | 61’                                                                      |
| 1-4-2009                                                                 | Heraklio                                                                 | Grecia                                                                   | 2 – 1                                                                    | Israele                                                                  | Qual. Mondiali 2010                                                      | -                                                                        | 74’                                                                      |
| 9-9-2009                                                                 | Ramat Gan                                                                | Israele                                                                  | 7 – 0                                                                    | Lussemburgo                                                              | Qual. Mondiali 2010                                                      | -                                                                        | 67’                                                                      |
| Totale                                                                   |                                                                          | Presenze                                                                 | 11                                                                       |                                                                          | Reti                                                                     | 1                                                                        |                                                                          |